# Aboiement
L'aboiement, est une vocalisation émise par les chiens et, dans une moindre mesure, par les loups et d'autres canidés. La transcription en onomatopée est fréquemment ouaf ouaf en français.
L’aboiement le plus fort enregistré par le Livre Guinness des records est celui d'un golden retriever produit en 2012 à Adélaïde et s'élevant à 113 décibels.

## Éthologie

### Pourquoi les chiens aboient-ils?

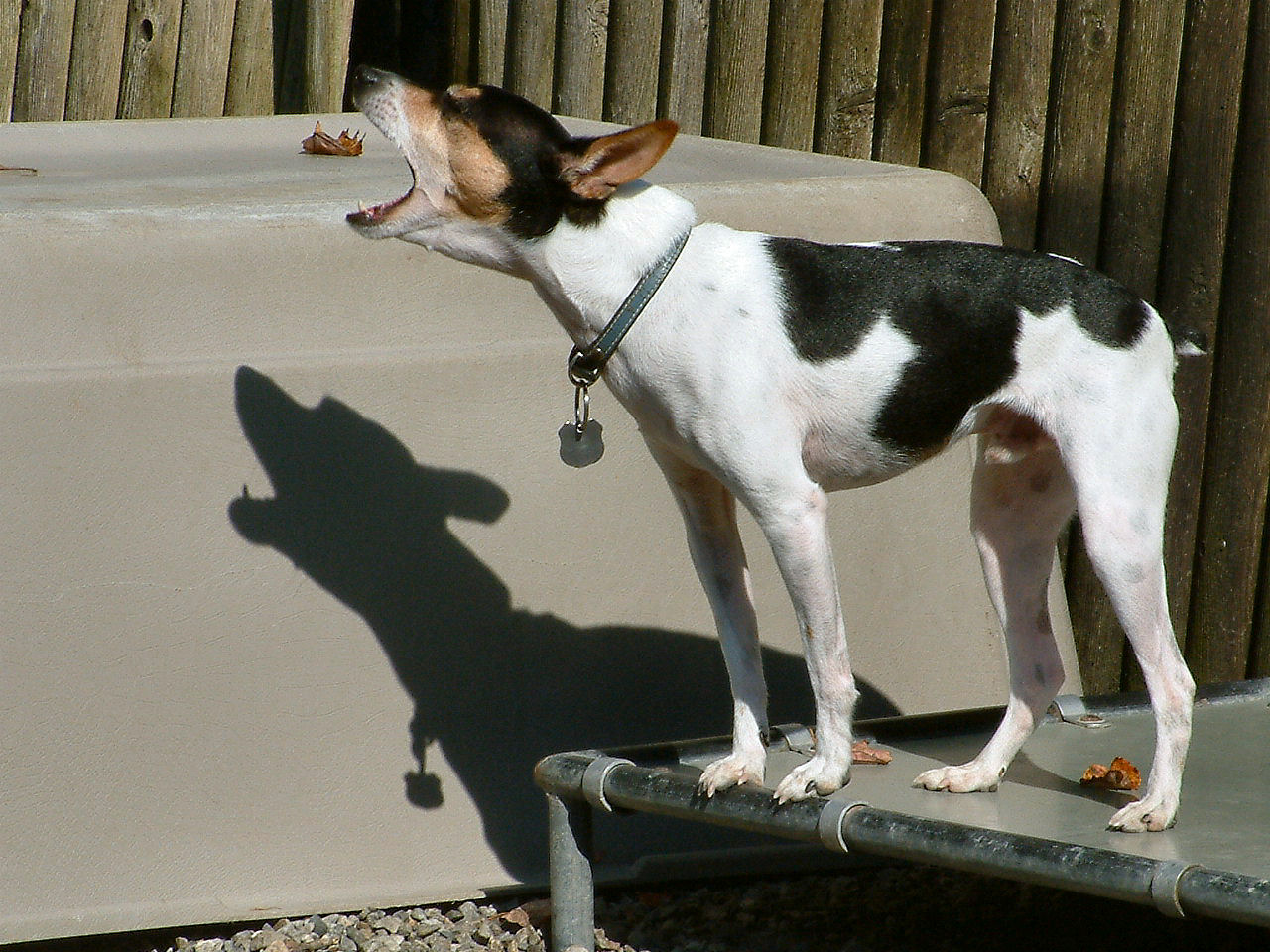
Un rat terrier en train d'aboyer.

Bien que les chiens soient les descendants du loup, Canis lupus, leurs aboiements ont une différence significative avec leur espèce parentale. Les loups aboient aussi mais ne le font que dans des situations spécifiques. Selon Coppinger et Feinstein, les chiens aboient en longues strophes rythmées alors que celles des loups adultes ont tendance à être brèves et isolées. Par rapport aux loups, les chiens aboient plus souvent et dans de nombreuses situations différentes.
Il a été suggéré que la raison de cette différence réside dans leurs domestication (soit domestiqués par l'homme où auto-domestication). Une plus forte tendance à aboyer pourrait servir de système d'alerte précoce pour l'homme. La domestication a modifié l'apparence physique des chiens qui présentent depuis un exemple frappant de néoténie, à savoir le maintien de caractéristiques juvéniles chez les adultes. Ils sont semblables aux jeunes loups dans la plupart de leurs comportements et de leurs caractéristiques physiques, telles que la grosse tête, la face plate, de grands yeux, la soumission et la vocalisation - caractères tous présents chez le louveteau.
Les chiens aboient pour des raisons diverses : attirer l'attention, faire passer un message, exprimer l'excitation, etc. L'analyse statistique a révélé que l'aboiement peut être divisé en différents sous-types en fonction du contexte et que chaque individu dans une meute peut être identifié par son aboiement. Les aboiements graves sont classés comme agressifs, les aboiements aigus et tonaux comme exprimant la peur et le désespoir. Ils sont souvent accompagnés de mouvements du corps dans le cadre d'un ensemble plus large appelé communication canine (en).

### Types d'aboiement
La liste est longue, beaucoup d'émotions du chien sont marquées par un aboiement caractéristique. Les principaux types d'aboiement sont :
- Aboiement « d'avertissement » (modulé selon les émotions exprimées)
- Aboiement « d'alerte » (bruit ou mouvement insolite en dehors de son territoire)
- Aboiement « d'isolement »
- Aboiement « de jeu » (neutre, fort, avec les pattes avant couchées sur le sol et arrière-train relevé)
- Aboiement « sur ordre »
- Aboiement pour exprimer un besoin (soins, contact, nourriture) (regardant la cible, aboie fort, de type jouale)
- Aboiement « de douleur » (une tonalité dont la puissance équivaut à la douleur ressentie)
- Aboiement « de soumission » (aigüe, courte et répéter)

Le grognement, le hurlement, le gémissement et le cri de douleur, ne sont pas au sens propre des aboiements. L'aboiement d'un chiot est appelé jappement.

### L'aboiement souhaité par les maîtres

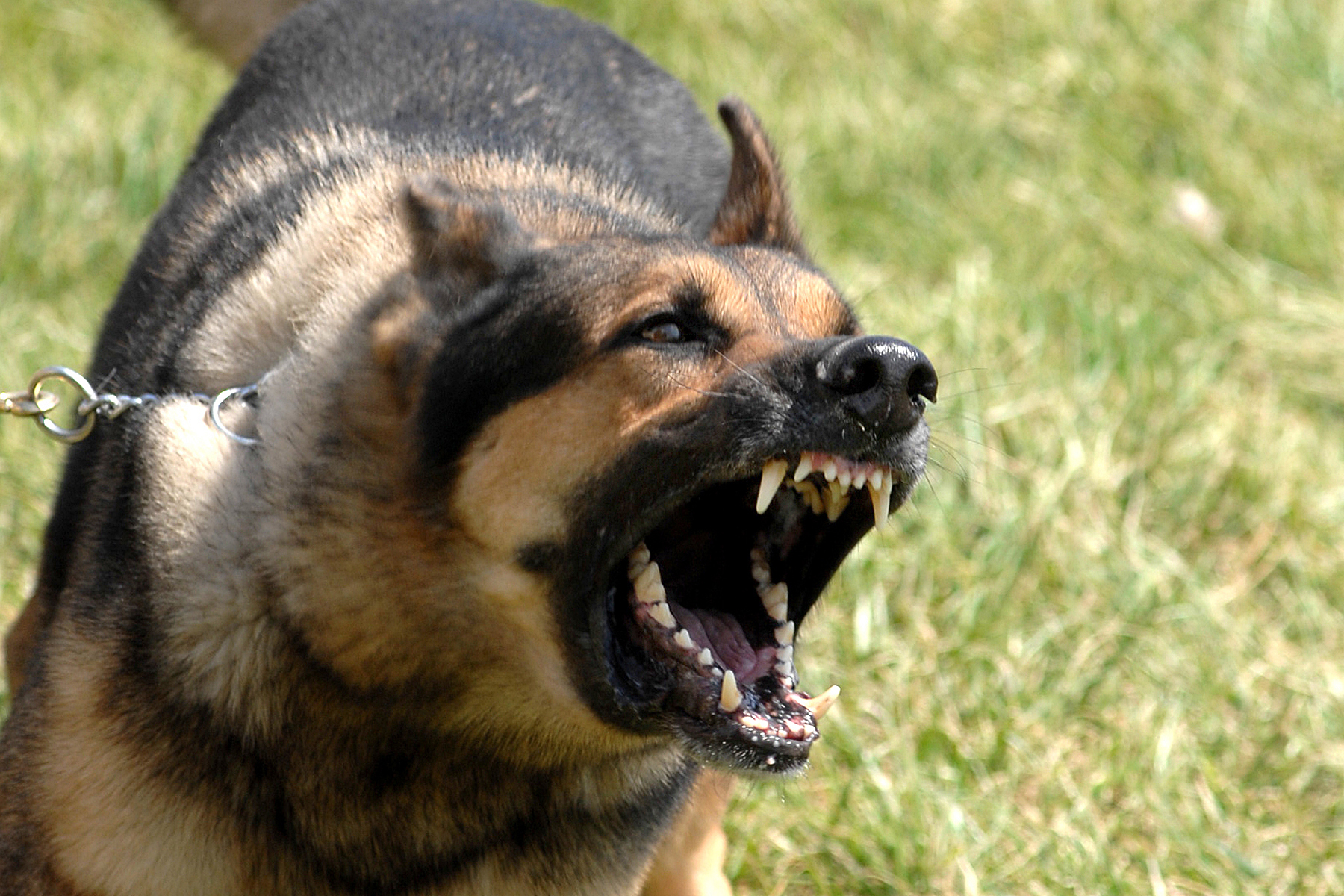
Berger allemand dressé par l'armée américaine.

## Aboiement et humains

### L'aboiement en tant que nuisance
L'aboiement fréquent n'a pas de cause particulière, il exprime le plus souvent un état émotionnel (peur, colère, frustration, détresse de solitude) ou des intentions (marquage du territoire, alerte). L'aboiement intempestif a des causes tout a fait plausibles et logiques mais peut avoir une chance infime d'avoir pour origine les troubles du comportement, le mimétisme ou l'autorité absente de son propriétaire.
Deux méthodes principales sont utilisées pour réduire ces aboiements intempestifs : appel d'un éducateur canin pour expliquer la raison des aboiements où la rééducation. Une méthode controversée utilisée parfois en dernier ressort est l'opération chirurgicale appelée dévocalisation.
La perception de l'intensité sonore nuisible étant subjective, les articles de loi qui sanctionnent en France cette nuisance de voisinage (article 1385 du Code civil sur la responsabilité civile du propriétaire, article R 6332-3 du code pénal sur le tapage nocturne, article 1336-7 du code de la santé publique concernant les bruits de voisinage anormaux) prennent en compte le niveau sonore en fonction du fond sonore habituel (selon le Ministère de la Santé, bruit « gênant » lorsqu'il dépasse 5 dB le jour ou 3 dB la nuit, corrigés du bruit ambiant, selon la notion d'« émergence »), la durée, la répétition ou le caractère nocturne.

## Transcriptions
Chaque culture transcrit différemment l'aboiement en onomatopées :
- Allemand - wuff, wuff ; wau, wau
- Anglais - woof, woof ; ruff, ruff ; arf, arf (grands chiens et lions de mer) ; yap, yap ; yip, yip (petits chiens) ; bow wow
- Afrikaans - blaf, blaf ; woef, woef ; keff, keff (petits chiens)
- Albanais - ham, ham
- Arabe - hau, hau ; how, how (هو, هو) ; hab, hab ; aw, aw
- Arménien -haf, haf
- Basque - au, au ; txau, txau (petits chiens) ; zaunk, zaunk (grands chiens) ; jau, jau (vieux chiens)
- Balinais - kong, kong
- Bengali - gheu, gheu ; bhao, bhao
- Bulgare - bau-bau (бау-бау) ; jaff, jaff (джаф-джаф)
- Portugais brésilien - au au
- Birman - woke, woke
- Catalan - bau, bau ; bub, bub
- Cantonais standard - wong, wong (汪汪)
- Cingalais - buh, buh (බුඃ බුඃ)
- Coréen - meong, meong (멍멍)
- Croate - vau, vau
- Tchèque - haf, haf
- Danois - vov, vuf
- Espagnol - guau-guau ; gua, gua ; jau, jau
- Espéranto - boj, boj
- Estonien - auh, auh
- Finnois - hau, hau ; vuh, vuh ; rauf, rauf
- Flamand - woef, woef ; blaf, blaf ; waf, waf (grands chiens) ; Keff, keff ; Wuff, Wuff (petits chiens)
- Français - ouah, ouah ; waouh, waouh ; ouaf, ouaf ; vaf, vaf ; wouf, wouf ; wouaf, wouaf ; waf, waf
- Gaélique écossais - af, af
- Gallois - wff, wff
- Grec - ghav, ghav (γαβ, γαβ)
- Hébreu - hav, hav ; hau, hau
- Hindi - bow, bow
- Hongrois - vau, vau
- Islandais - voff, voff
- Indonésien - guk, guk
- Irlandais - amh, amh
- Italien - bau, bau
- Japonais - wan-wan (ワンワン) ; kyan-kyan (キャンキャン)
- Kurde - hau hau (حەو حەو)
- Letton - vau, vau
- Lituanien - au, au
- Macédonien - av, av
- Malais - gong, gong
- Mandarin - wang, wang (汪汪)
- Marathi - bhu, bhu ; bho, bho
- Néerlandais - blaf, blaf ; kef, kef ; waf, waf ; woef, woef
- Norwegian - voff, voff ; boff
- Ourdou - bow bow
- Pandunia - waf
- Persan - vogh, vogh
- Polonais - hau, hau
- Portugais - au, au; ão-ão (diphthonge nasale) ; béu-béu (langage enfantin) ; cain-cain (gémissement)
- Roumain - ham, ham ; hau, hau
- Russe - gav, gav (гав-гав) ; tiav, tiav (тяв-тяв, petits chiens)
- Serbe - av, av
- Slovaque - haf, haf ; hau, hau
- Slovène - hov, hov
- Suédois - voff, voff ; vov, vov ; bjäbb, bjäbb
- Tagalog - aw, aw ; baw, baw
- Tamoul - wal wal (வள் வள்)
- Thaï - โฮ่ง โฮ่ง ; บ๊อก บ๊อก
- Turc - hev hev ; hav, hav
- Ukrainien - hau, hau (гав, гав) ; dzyau, dzyau (дзяв, дзяв)
- Vietnamien - gâu gâu ; ẳng ẳng

## Chez d'autres animaux
Parmi les autres canidés qui aboient, on peut citer le loup (qui, en plus, hurle, gémit et grogne) et le renard (qui, en plus, glapit et avertit).
Les cris émis par le chevreuil, notamment en période de rut, sont aussi appelés aboiements en raison de leur similitude avec l'aboiement du chien.
Parmi toute une série d'autres cris (rugissements, beuglements, grognements et bêlements pour les plus petits), les otaries émettent également des aboiements,.
Les piranhas à ventre rouge produisent des sons semblables à des aboiements quand ils se confrontent face à face, mais sans se battre.
Au sens figuré, on parle d'aboiements aussi pour certains modes d'expression chez l'homme : aboyer des ordres.